# Alejandro Lastra
Alejandro Luis Lastra Cranwell (San Isidro, 3 de abril de 1902-Buenos Aires, 29 de marzo de 1985) fue un abogado, político y diplomático argentino. Interventor federal de facto de la provincia de Salta entre 1956 y 1957, posteriormente fue embajador en Chile, la Unión Soviética y el Reino Unido.

## Biografía
Estudió en la Facultad de Derecho y Ciencias Sociales de la Universidad de Buenos Aires, presidiendo el centro de estudiantes.
Fue asesor legal de los ferrocarriles británicos en Argentina. Tras el golpe de Estado de 1943, fue miembro de la Junta de Coordinación Democrática y promotor de la Marcha de la Constitución y la Libertad.
En 1956, el presidente de facto Pedro Eugenio Aramburu lo designó interventor de la provincia de Salta, como sucesor de Julio Lobo, luego de un interinato de Arturo Oñativia. Formó su equipo de gobierno con figuras jóvenes provenientes de Buenos Aires, entre ellas José Alfredo Martínez de Hoz, quien fue designado al frente del Ministerio de Economía, Finanzas y Obras Públicas provincial. José María Ruda quedó al frente del Ministerio de Gobierno, Justicia y Educación y Germán López, del Ministerio de Salud Pública y Asistencia Social. Durante la intervención, Lastra restauró la constitución provincial de 1929, dejando sin efecto la reforma de 1949, realizada bajo el peronismo.
El gobierno de facto de la Revolución Libertadora luego lo nombró embajador en Chile.
En 1961 fue nombrado miembro de la Academia Nacional de Ciencias Morales y Políticas (ANCMYP) y presidente del Colegio de Abogados de la Ciudad de Buenos Aires.
En el gobierno de Arturo Illia, fue embajador en la Unión Soviética entre 1964 y 1965. En febrero de 1964 se entrevistó con el primer ministro soviético Alekséi Kosyguin, entregándole una carta del presidente Illia donde manifestaba el interés de incrementar las relaciones políticas y comerciales.
Luego fue designado embajador en el Reino Unido en 1965, presentando sus cartas credenciales el 10 de diciembre de ese año. Quedó al frente de la misión diplomática en Londres por poco tiempo, ya que renunció tras el golpe de Estado de 1966. En el cargo, participó en las primeras reuniones con autoridades británicas en el marco de las negociaciones para la transferencia de soberanía de las islas Malvinas.
Ocupaba la presidencia de la ANCMYP cuando falleció en marzo de 1985.
Estaba casado con Raquel Pueyrredon, hija del dirigente de la Unión Cívica Radical Honorio Pueyrredon.